# L'amour est bleu

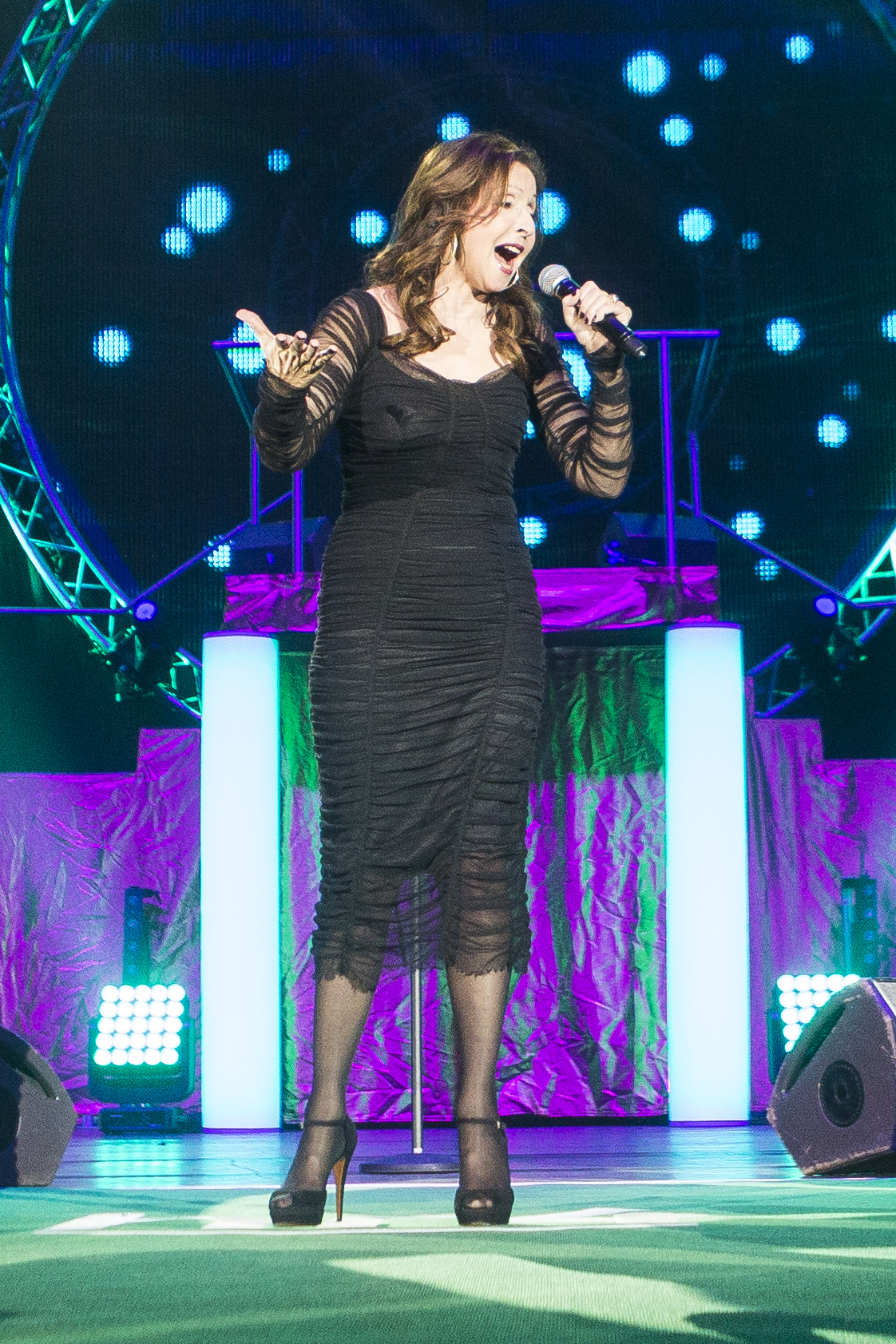
Vicky Leandros sjöng i tävlingen 1967. Fotot är dock från 2016.

L'amour est bleu är en sång skriven av André Popp och Pierre Cour. Vicky Leandros sjöng den som Luxemburgs bidrag i Eurovision Song Contest 1967 där låten kom fyra bland de 17 deltagarna. Låten startade som nummer två ut, och fick 17 poäng. Den hamnade bakom Frankrikes "Il doit faire beau là-bas" och Irlands "If I Could Choose" samt Storbritanniens vinnarlåt "Puppet on a String".
Grekiskfödda Vicky Leandros sjöng in låten på både franska och engelska ("Love is Blue"), fick en hit med den vissa europeiska länder, men det var framför allt i Japan och Kanada. Hon spelade också in den på tyska (som "Blau wie das Meer"), italienska ("L'amore è blu") och nederländska ("Liefde is zacht") .
Låten kunde också höras i ett medley av bidrag inför semifinalen i Eurovision Song Contest 2006 i Aten, där den tillsammans med "Dschinghis Khan" var de enda icke-vinnande låtarna som hördes.

## Coverversioner
- Franske orkesterledaren Paul Mauriat fick 1968 en instrumentalhit med låten.
- Jeff Beck spelade in en rocktolkning av Mauriats version 1968. Den nådde plats 23 på UK Singles Chart.
- Santo and Johnny släppte en steelguitarversion 1968.
- Sonny Bradshaw från Jamaica tolkade 1968 låten med "Sonny Bradshaw Seven". Den kom ut på skivan Trojan Box Set series. [1][2]
- Al Martinos engelskspråkiga version var också titelspår på ett av hans album 1968. Det nådde topplaceringen #57 på Billboard Hot 100 och #3 på Billboard Adult Contemporary-listan.[3]
- Mitzi Gaynor framförde låten i TV 1968.[4]
- Britt Bergström spelade in låten på svenska som Blå, blå är kärleken, som B-sida till singeln Fri hos dej 1968.[5] Den har bland annat hörts i en reklamfilm för ölmärket Pripps Blå. Även Åse Kleveland sjöng in låten på svenska, och släppte den på singel samma år.[6]

## Listplaceringar

### Vicky Leandros
| Lista (1967) | Topplacering |
| ------------ | ------------ |
| Österrike    | 18           |

### Paul Mauriat
| Lista (1968)           | Topplacering |
| ---------------------- | ------------ |
| Norge                  | 6            |
| Sverige (Kvällstoppen) | 7            |
| Sverige (Tio i topp)   | 4            |
| USA                    | 1            |
| Österrike              | 19           |

### Fotnoter
1. ↑  Allmusic.com, Sonny Bradshaw - Love Is Blue
2. ↑  ”SavageJaw.co.uk, Trojan Sixties Box Set”. Arkiverad från originalet den 6 februari 2011. https://web.archive.org/web/20110206155546/http://www.savagejaw.co.uk/trojan/tjetd174.htm. Läst 7 maj 2011.
3. ↑  allmusic ( Al Martino > Awards > Billboard Singles )
4. ↑  www.missmitzigaynor.com/specials.htm Arkiverad 14 juli 2011 hämtat från the Wayback Machine.
5. ↑  ”Svensk mediedatabas”. http://smdb.kb.se/catalog/id/001456138. Läst 7 maj 2011.
6. ↑  ”Svensk mediedatabas”. http://smdb.kb.se/catalog/id/001456916. Läst 7 maj 2011.
7. ↑  ”Listplacering”. http://austriancharts.at/showitem.asp?interpret=Vicky&titel=L%27amour+est+bleu&cat=s. Läst 7 maj 2011.
8. ↑  ”Listplacering”. http://norwegiancharts.com/showitem.asp?interpret=Paul+Mauriat+And+His+Orchestra&titel=L%27amour+est+bleu&cat=s. Läst 7 maj 2011.
9. ↑  Hallberg, Eric (1993). Kvällstoppen i P3 (1:a uppl.). ISBN 91-630-2140-4
10. ↑  Hallberg, Eric; Ulf Henningsson. Tio i topp. Stockholm: Premium förlag. sid. 244. Läst 4
11. ↑  ”Listplacering”. http://www.billboard.com/charts/hot-100#/song/paul-mauriat/love-is-blue/2356536. Läst 7 maj 2011.
12. ↑  ”Listplacering”. http://austriancharts.at/showitem.asp?interpret=Paul+Mauriat+And+His+Orchestra&titel=L%27amour+est+bleu&cat=s. Läst 7 maj 2011.